# Церковь Святой Марии Магдалины (Рим)
Санта-Мария-Маддалена (итал. La chiesa di Santa Maria Maddalena — церковь Святой Марии Магдалины) — католическая церковь в Риме, освящённая в память Святой Марии Магдалины. Храм расположен в исторической части Рима в районе Кампо-Марцио, на Виа делла Маддалена, одной из улиц, ведущих от Пьяцца делла Ротонда у римского Пантеона. Это региональная церковь жителей Абруцци.

## История
Церковь построена на месте небольшой капеллы XIV века, посвящённой Марии Магдалине, региональной церкви эмигрантов из региона Абруцци. В 1586 году святой Камилл де Леллис получил церковь для размещения братьев регулярных клириков, служителей больных (итал. Ministri degli Infirmi) ордена камиллианцев. В начале XVII века община перестроила и расширила здание, которое было завершено в 1699 году в стиле барокко.

## Архитектура
За семьдесят лет истории над храмом работало несколько архитекторов. В 1673 году Карло Фонтана спроектировал купол; затем здание сроил Джованни Антонио де Росси. Автор фасада в причудливом барочно-рокайльном стиле (ок. 1735) до настоящего времени не установлен, хотя в нём очевидна «отсылка» к архитектуре Франческо Борромини. Ранние путеводители приписывают проект фасада Джузеппе Сарди. Однако между 1732 и 1734 годами в качестве архитектора ордена камиллианцев работал португальский строитель Мануэль Родригиш Душ Сантуш, он же руководил завершением работ в церкви. Поэтому вероятнее всего проект необычного фасада следует приписать именно Душ Сантушу, а не Джузеппе Сарди.
В нижней части фасада находятся статуи Камилла де Леллиса и Филиппа Нери, а в верхней части — Марии Магдалины и Святой Марты. Слева от церкви находится монастырь, построенный около 1678 года Паоло Амато из Палермо и завершенный Карло Франческо Биццакери в начале 1680-х годов.

## Интерьер
В интерьере церкви за единственным нефом с двумя капеллами с каждой стороны расположен трансепт под куполом; по правую сторону — капелла Камилла де Леллиса, в которой хранятся останки святого, с фресками Себастьяно Конка (1744), слева — капелла с останками Святого Николая Барийского. В главном алтаре находится фреска с образом проповедующего Иисуса и белокурой Магдалины; над алтарем — ещё одна большая панель с изображением Магдалины в молитве; слева капелла мощей и вход в сакристию.
Среди произведений искусства, которыми богата церковь, выделяются алтарные картины Дж. Б. Гаулли (по прозванию Бачиччья) «Христос, Дева Мария и святой Николай Барийский», Луки Джордано «Святой Лоренцо Джустиниани с младенцем Иисусом». Во второй капелле справа хранится образ «Мадонны делла Салуте» (Madonna della Salute), которую условно приписывают работе Фра Беато Анджелико. По преданию перед ней папа Пий V молился о победе христианского флота над турецким во время битвы при Лепанто (1571). Изображение было подарено церкви камиллианцев в 1619 году. Ранее оно находилось над главным алтарем, а теперь установлено в капелле Святого Камилла.

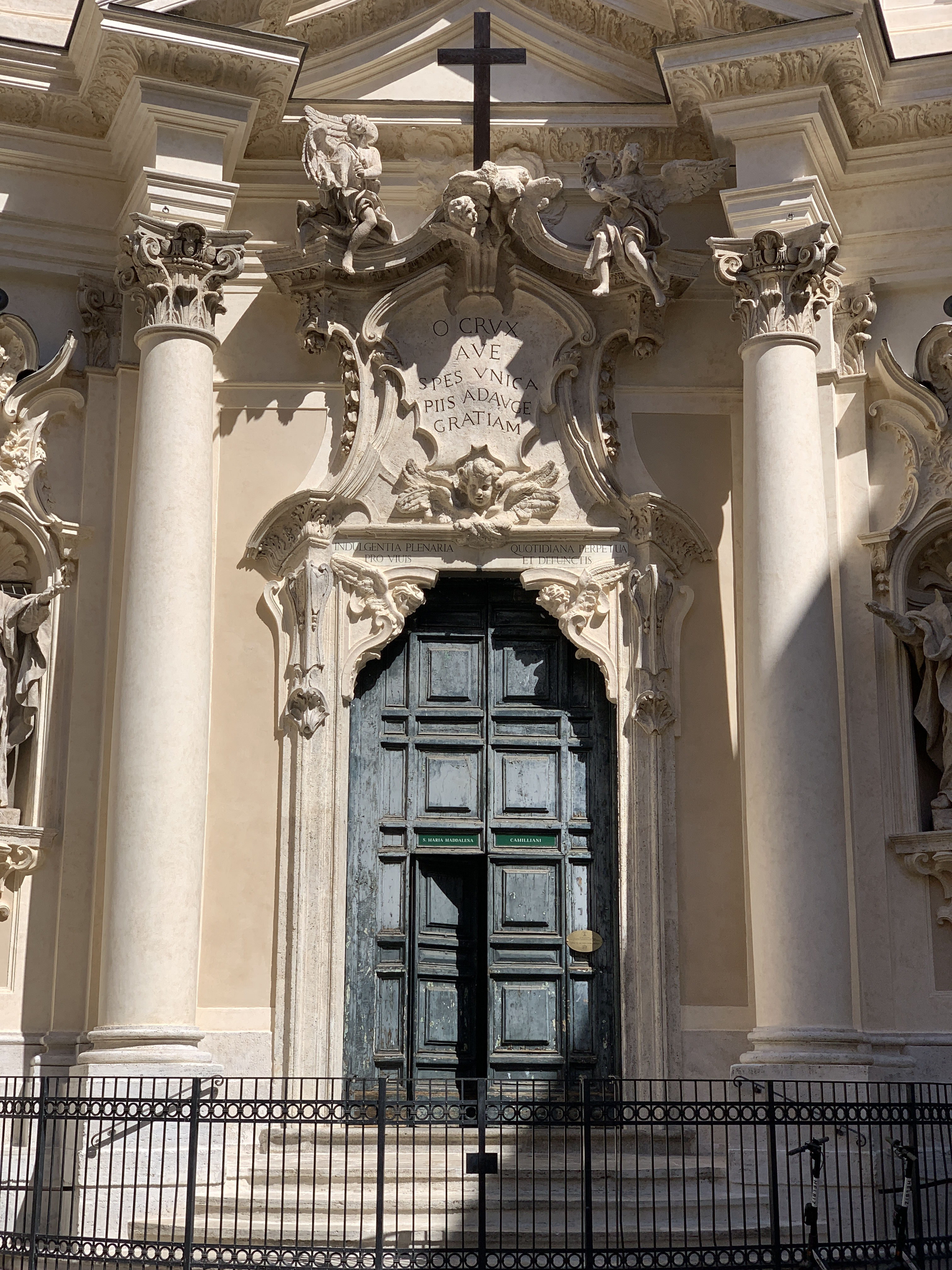
Портал церкви
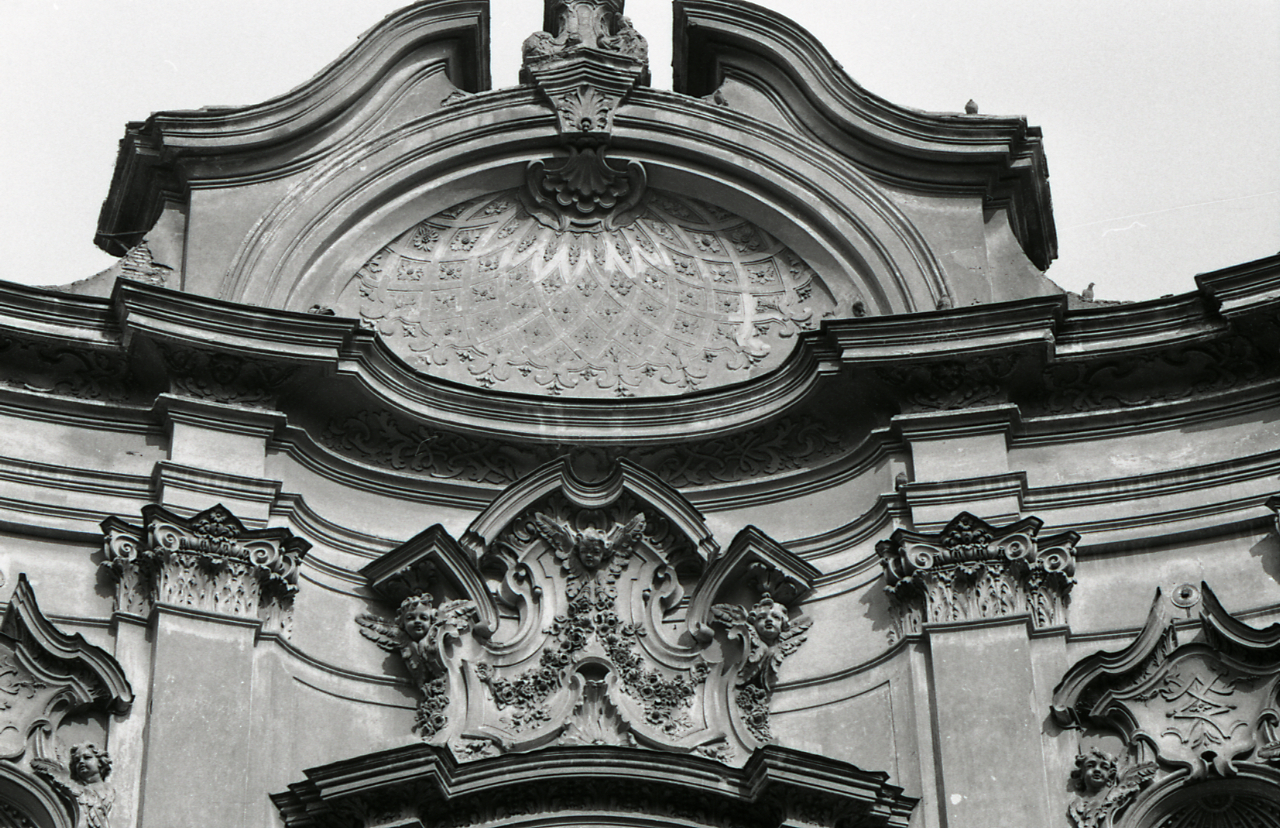
Деталь фасада. Фотография П. Монти. 1969
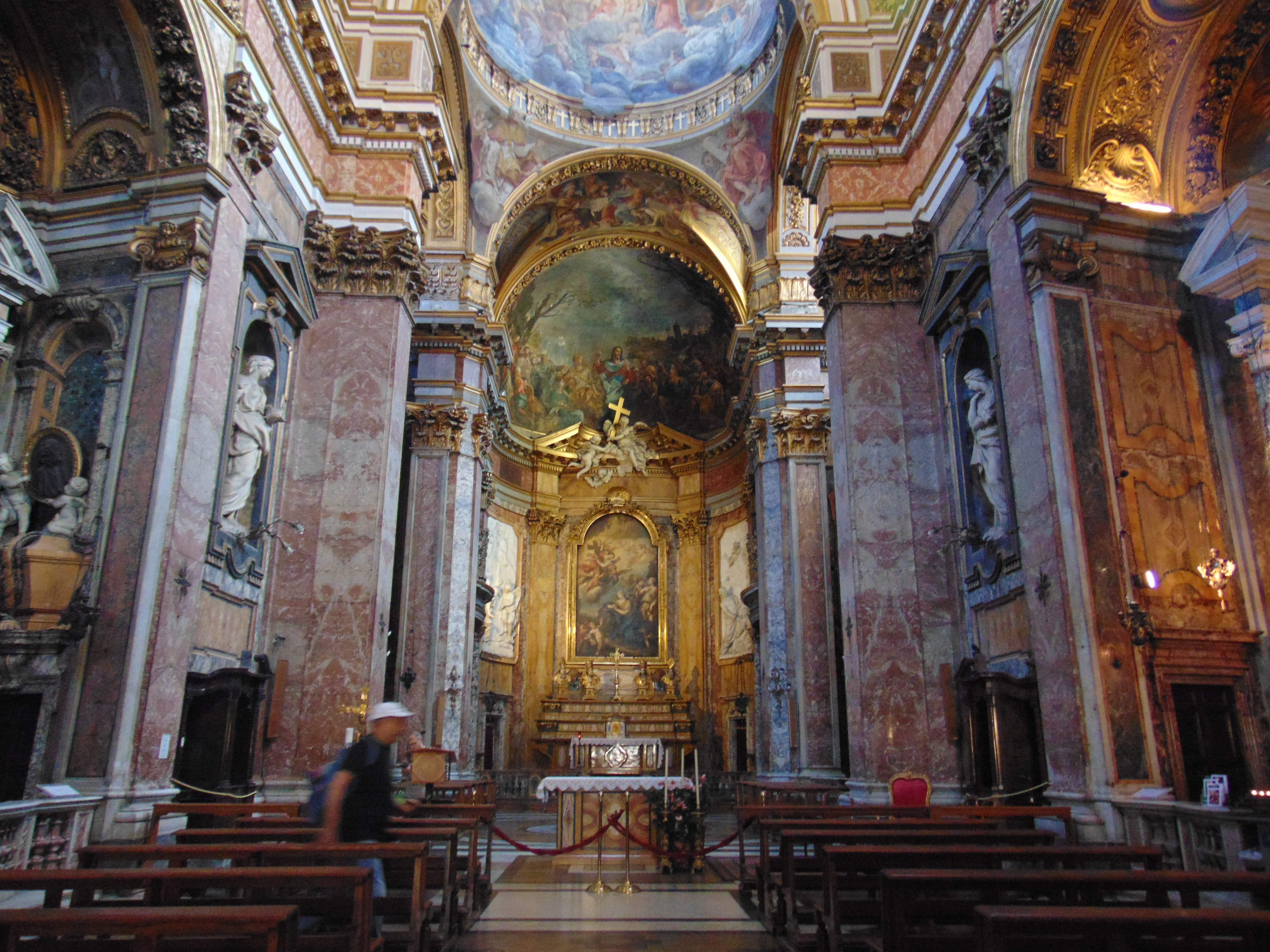
Интерьер
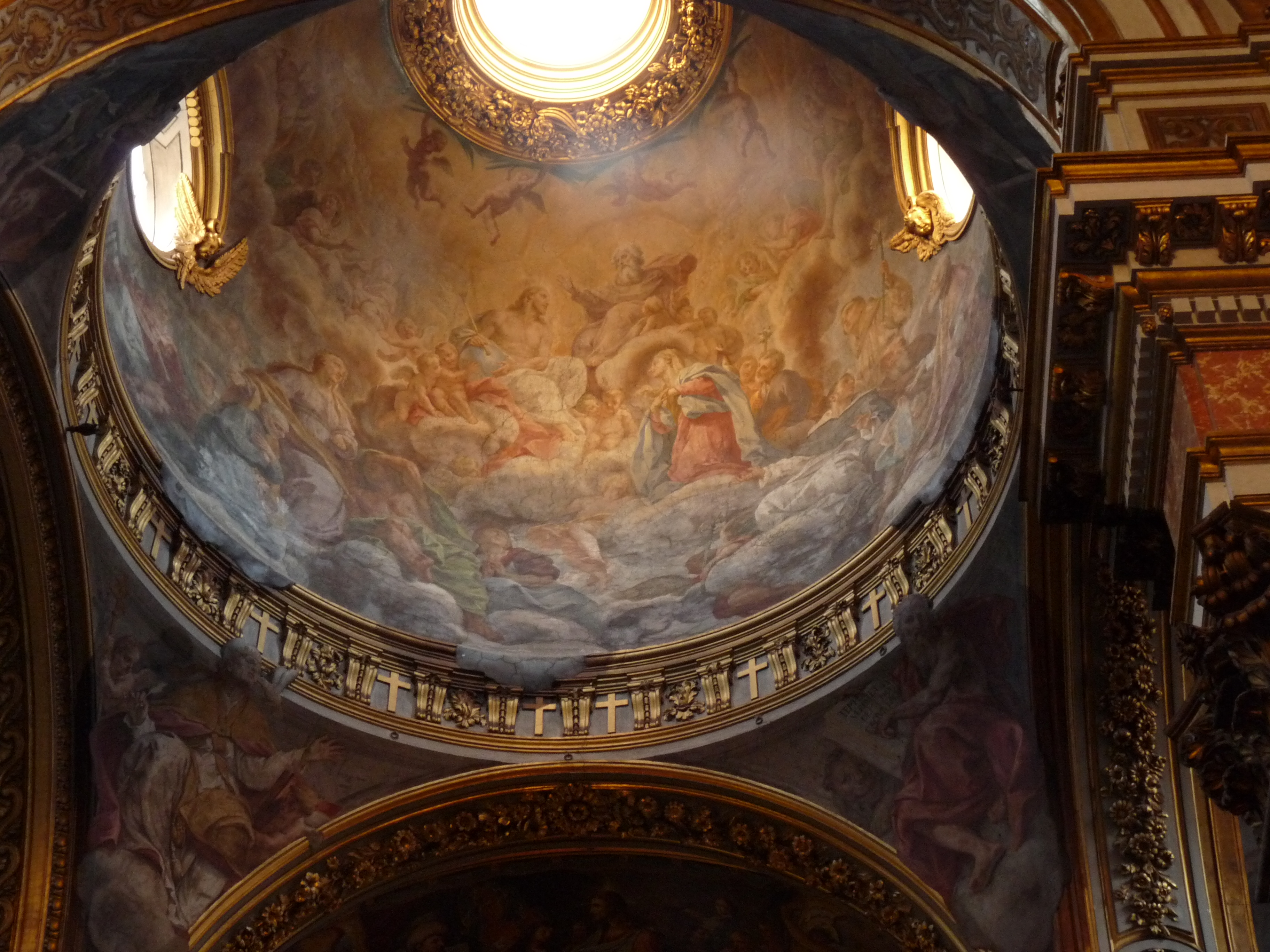
Купол
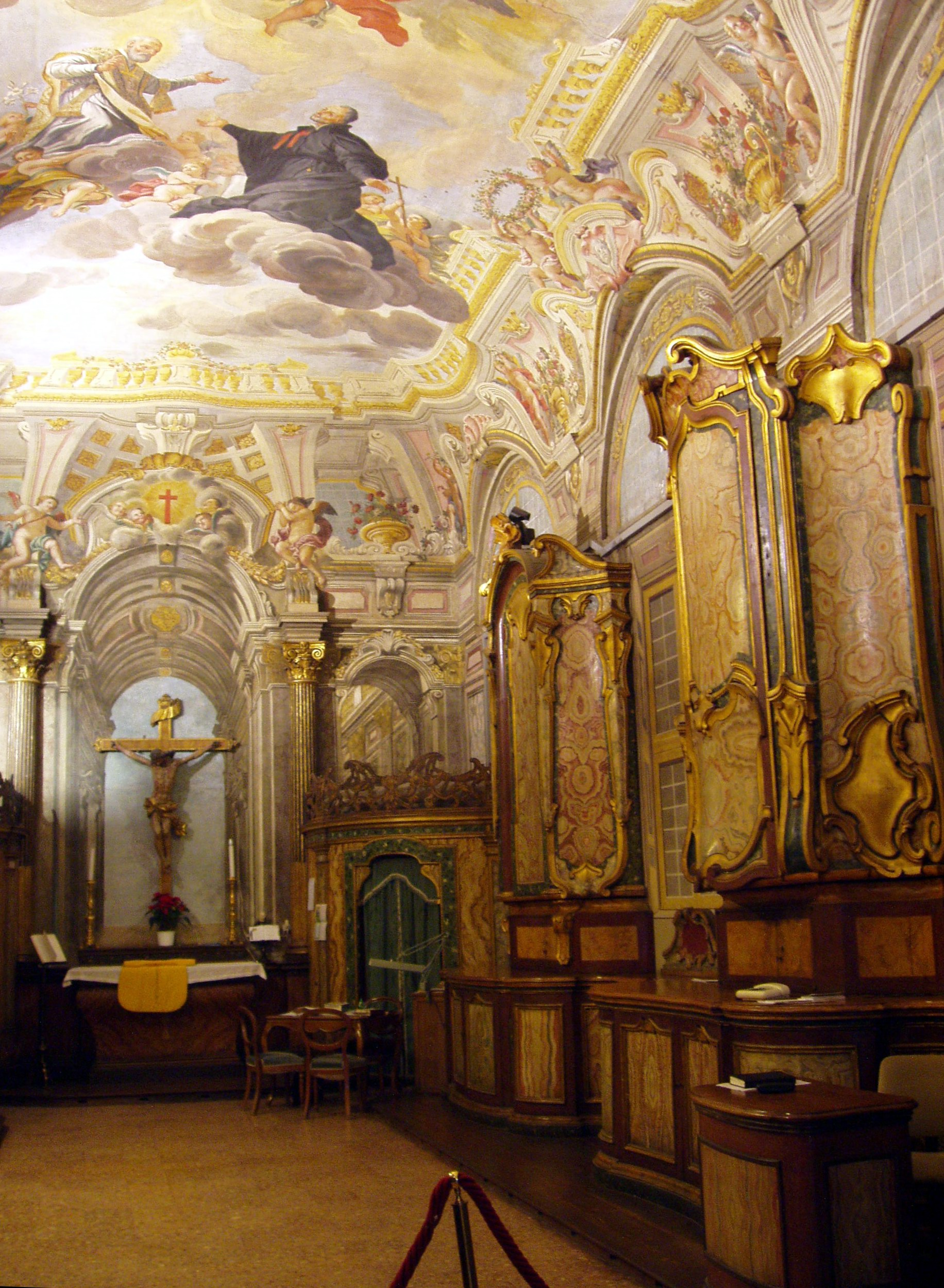
Сакристия
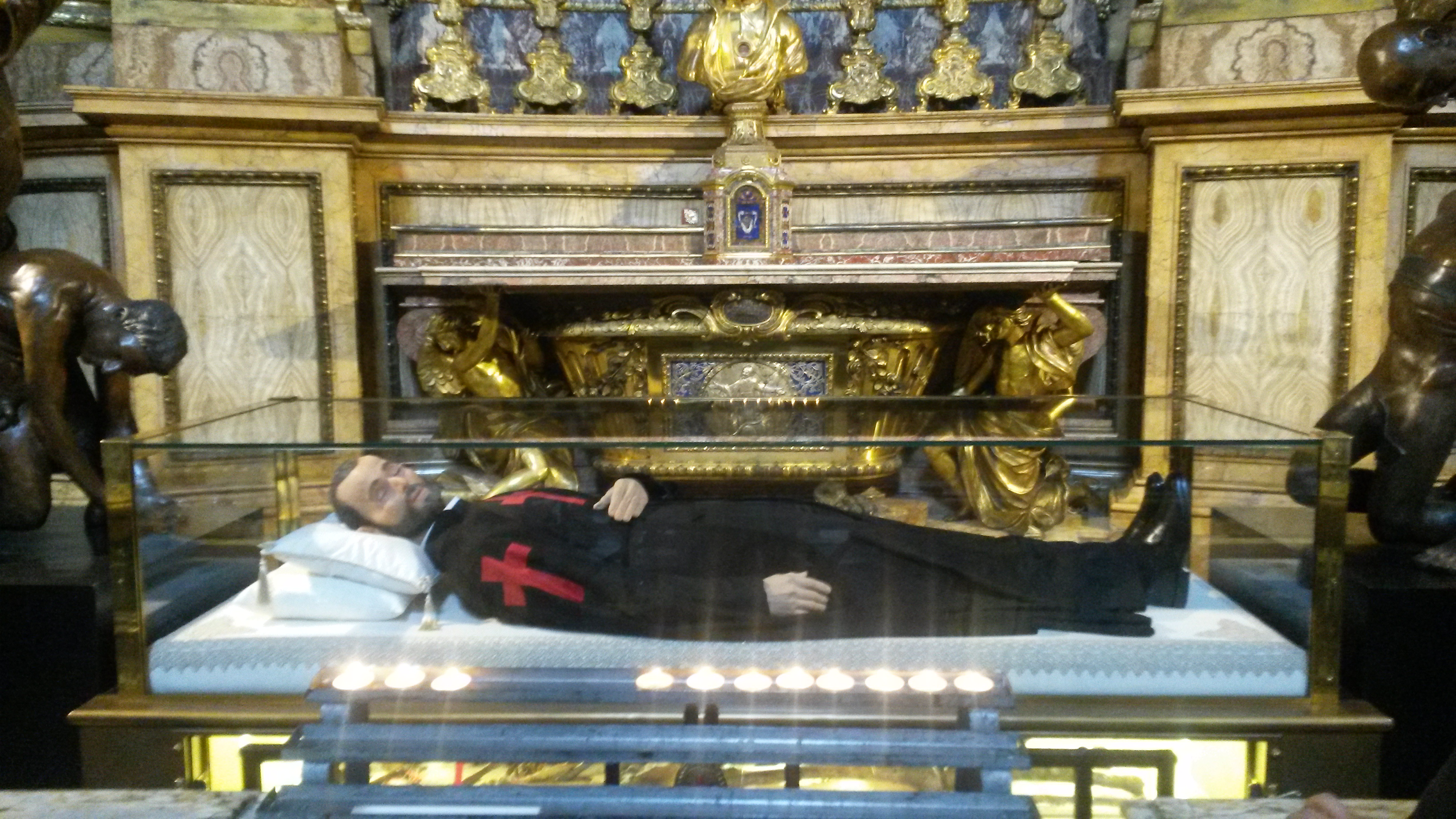
Гробница Камилла де Леллиса
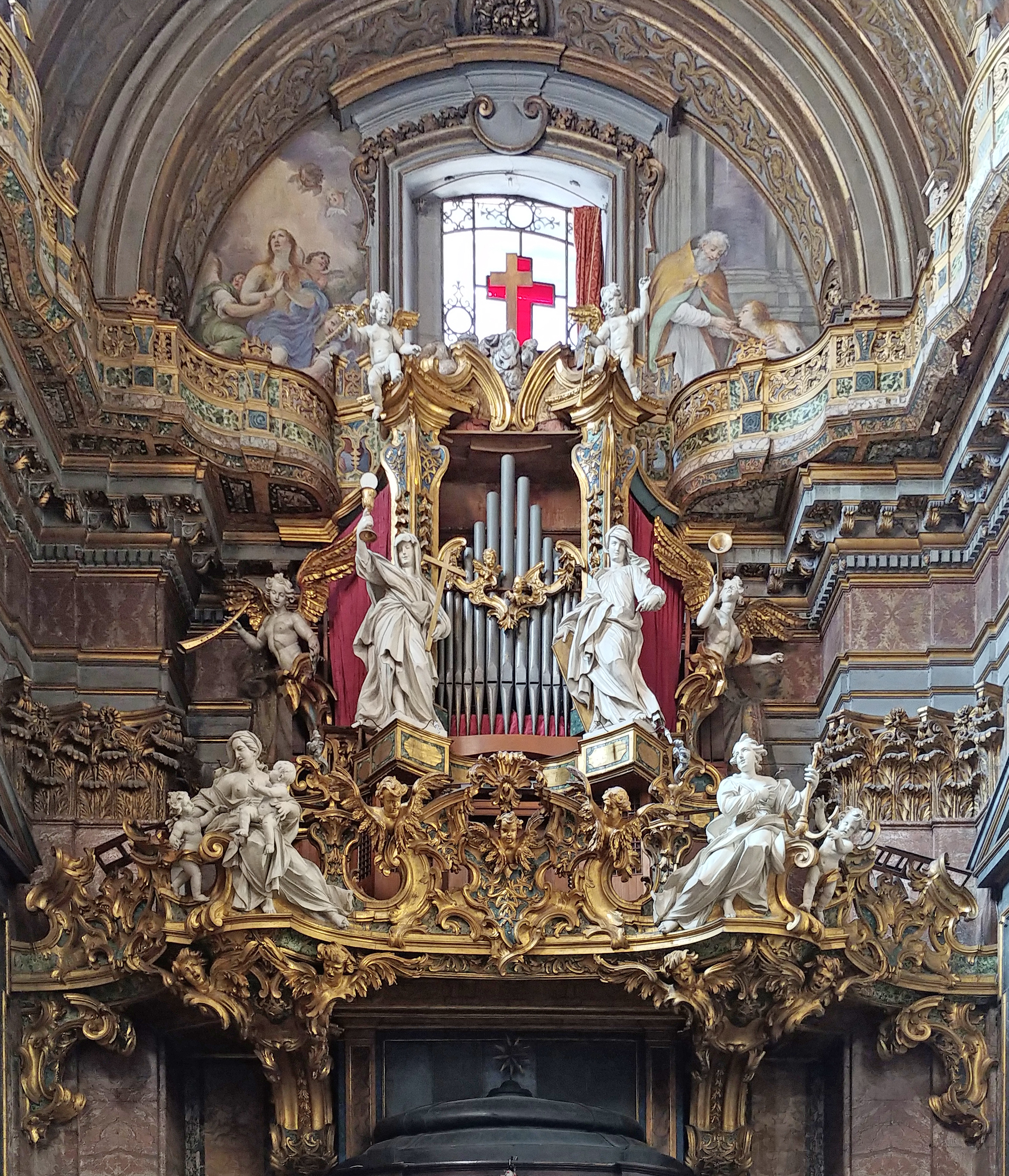
Орган на контрфасаде